# AlterNet
AlterNet est site web de nouvelles de gauche lancé le 16 juin 1997 par l'Independent Media Institute. En 2018, le site est vendu à Raw Story (en). Certains articles sur AlterNet sont republiés sur Salon.com.

## Description

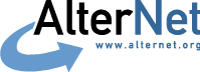
Premier logo.

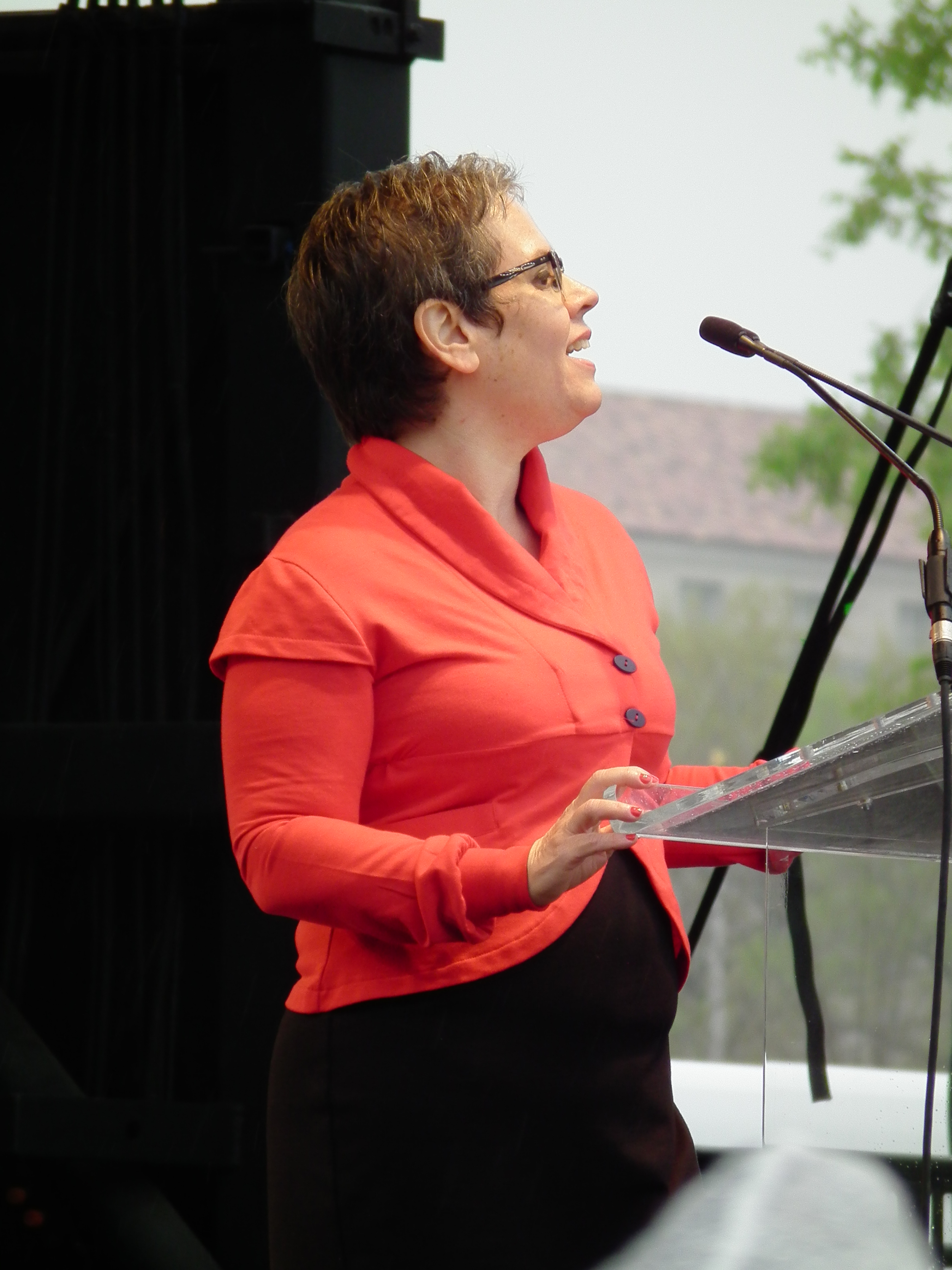
Greta Christina, conférencière américaine et contributrice régulière d'AlterNet.

## Distinctions
- Webby Awards :
  - Nommé : 2002, 2004 ;
  - Lauréat : 2003, 2005 ;
  - Honoré officiel : 2008.
- Utne Independent Press Awards (en) :
  - Nommé : 2004, 2005 ;
  - Lauréat : 2002, 2003 (choix des lecteurs).
- Un des meilleurs sites web selon le NPR (2001).

## Publications
- (en) Don Hazen et Julie Winokur, We the Media : A Citizens' Guide to Fighting for Media Democracy, New York, The New Press (en), 1997, 240 p. (ISBN 978-1-56584-380-6, lire en ligne).